# Marcgraviastrum subsessile
Marcgraviastrum subsessile är en tvåhjärtbladig växtart som först beskrevs av George Bentham, och fick sitt nu gällande namn av H.G. Bedell. Marcgraviastrum subsessile ingår i släktet Marcgraviastrum och familjen Marcgraviaceae. Inga underarter finns listade i Catalogue of Life.